# سارا إدواردز
سارا إدواردز (بالإنجليزية: Sara Edwards)‏ هي صحفية بريطانية، ولدت في 1960 في كارديف في المملكة المتحدة.

## وصلات خارجية
- سارا إدواردز على موقع IMDb (الإنجليزية)